# 阿爾加濟水庫
阿爾加濟水庫是俄羅斯的水庫，位於車里雅賓斯克州內米阿斯河上，在1946年建成，面積102平方公里，水體體積0.65平方公里，長度11公里，平方高度6.5米，用作水力發電、食水供應和控制水流。